# 范明枢
范明枢（1864年—1947年10月2日），昌麟，又名炳辰，字明枢，以字行。山东省教育家，山东泰安人。

## 生平
1906年留学日本就读东京大学师范速成科。
回国后任泰安劝学所所长，创办泰安女子小学及教育图书社，继赴济南创办省立模范小学，出仕于省教育厅。
其学生包括此后解放军上将刘振华将军。
1920年至1929年，任曲阜山东省立第二师范学校校长，制定了“真、善、美”三字校训，在校期间同情学生运动。
1932年因共党嫌疑被捕入狱，被蔡元培、何思源和冯玉祥营救。出狱后任冯玉祥的私人教师，讲授《春秋左传》、创立了大众小学（一名民众小学，今冯玉祥小学）。大众小学模式在泰安得到推广，校园一度多达15处，但在1949年之后皆被解散、重组。
1940年2月，当选为山东省宪政促进会副主任，同年7月，被推选为山东省临时参议会参议长，两会都是亲共产党、成立于山东解放区的统战组织。
1945年8月任省参议会参议长，同时被选为山东省代表参加解放区人民代表大会。
1947年10月2日病逝于乐陵县。1950年移葬于泰山前麓普照寺前。